# Sinimäe
Koordinaten: 59° 22′ N, 27° 45′ O
Sinimäe ist ein Großdorf (estnisch alevik) in der Stadtgemeinde Narva-Jõesuu (bis 2017 Landgemeinde Vaivara). Es liegt im Kreis Ida-Viru (Ost-Wierland) im Nordosten Estlands.

## Beschreibung und Geschichte
Das Großdorf Sinimäe hat 372 Einwohner (Stand: 1. Januar 2012).
Sinimäe war bis 2017 der Hauptort der Landgemeinde Vaivara. Er entstand in den 1950er Jahren an der Stelle des Vorgängerdorfes, das in den schweren Gefechten zwischen der Roten Armee und der deutschen Wehrmacht von Februar bis September 1944 vollständig zerstört worden war.
2008 wurde in Sinimäe ein Aussichtsturm eingeweiht, mit dem der Besucher den Austragungsort der damaligen Schlacht um den Brückenkopf von Narva überblicken kann. An der Grundschule von Sinimäe finden sich Gedenktafeln für die norwegischen, dänischen und flämischen Soldaten, die auf Seiten der Deutschen gegen die sowjetischen Truppen gekämpft haben.